# لالگانج
لالگانج (به انگلیسی: Lalganj) یک منطقهٔ مسکونی در هند است که در بخش رائبرلی واقع شده‌است. لالگانج ۲۱٬۱۴۲ نفر جمعیت دارد و ۱۴۲ متر بالاتر از سطح دریا واقع شده‌است.